# Черданцев Михайло Євранович
Михайло Євранович Черданцев (рос. Михаил Евранович Черданцев; нар. 22 червня 1934 — пом. 26 вересня 2008) — радянський футбольний суддя. Суддя всесоюзної категорії, представляв Алма-Ату. Увійшов до списку 10 найкращих арбітрів СРСР сезону 1977 — другий і останній представник Казахської РСР, що потрапив до списку найкращих суддів сезону (перший був Володимир Толчинський).
Виступав за юнацьку команду «Динамо» (Алма-Ата). З 1959 року судив ігри першості СРСР. Був секретарем і головою Федерації футболу Казахської РСР. Працював у ДСТ «Спартак» і Алма-атинській колегії футбольних суддів.